# تپه نریشم ۵
تپه نریشم ۵ در شهرستان دامغان، بخش مرکزی، روستای نریشم واقع شده و این اثر در تاریخ ۱۲ بهمن ۱۳۸۱ با شمارهٔ ثبت ۷۳۴۹ به‌عنوان یکی از آثار ملی ایران به ثبت رسیده است.